# Мат без электричества
«Мат без электричества» — второй по счёту студийный альбом российской ска-панк-рок-группы «Ленинград» и первый альбом группы, где Сергей Шнуров является основным вокалистом. При записи этого альбома музыканты отказались от применения электрических инструментов, за исключением трех последних треков.
Вошёл в список «85 лучших альбомов СССР» от журнала Play.
Альбом был переиздан в 2001 году, цвет обложки с красного поменяли на синий. В переиздание был добавлен бонус-трек «Мой мотоцикл».
В 2002 году Шнуров отмечал данный альбом как один из лучших в дискографии «Ленинграда».
В 2010 году альбом занял 46-е место в списке «50 лучших русских альбомов всех времен», составленный журналом «Афиша» по итогам опроса молодых российских музыкантов.

## Список композиций
Слова и музыка всех песен — написаны Сергеем Шнуровым.
| №                   | Название                    | Длительность |
| ------------------- | --------------------------- | ------------ |
| 1.                  | «Французская помада»        | 2:10         |
| 2.                  | «Я — твой ковбой»           | 2:16         |
| 3.                  | «Звезда рок-н-ролла»        | 2:09         |
| 4.                  | «Батарея»                   | 2:25         |
| 5.                  | «Дикий мужчина»             | 2:36         |
| 6.                  | «Алкоголик»                 | 2:07         |
| 7.                  | «Маленький мальчик»         | 3:16         |
| 8.                  | «Только с тобой»            | 3:10         |
| 9.                  | «Шоу-бизнес»                | 3:23         |
| 10.                 | «Будем веселиться»          | 1:12         |
| 11.                 | «Ду ю лав ми (Дай любви)»   | 2:45         |
| 12.                 | «Страдаю»                   | 2:15         |
| 13.                 | «Давай джазу»               | 2:09         |
| 14.                 | «Мой мотоцикл (бонус трек)» | 2:53         |
| Общая длительность: | Общая длительность:         | 34:53        |

## Состав
- Сергей «Шнур» Шнуров — вокал, бас-гитара, контрабас
- Роман «Ромэро» Фокин — саксофон
- Александр «Сашко» Привалов — труба
- Василий «Кузнечик» Савин — тромбон
- Илья «Дракула» Ивашов — туба
- Александр «Пузо» Попов — большой барабан, вокал
- Андрей «Антоненыч» Антоненко — баритон, аранжировка
- Дэн Калашник — гитара
- Алексей «Микшер» Калинин — ударные, перкуссия

## Критика
Леонид Фёдоров, продюсировавший предыдущий альбом группы, признался, что альбом ему не понравился.

 «Мат» мне вообще не понравился, если честно. Там первые треки — они просто провалены по энергии, на мой взгляд, такие провисшие, они сделаны так… мёртво. Дальше, вроде, ничего… Шнур замечательный сам по себе персонаж, но у Вдовина в голосе что-то присутствовало, помимо всего прочего, он делал песню глубже, что ли, чем она есть. У него проявлялся драматизм очень верный для этой эстетики, а Шнуров делает всё более холодно, и, соответственно, это другая вещь, может быть, она более правильная, хрен его знает, но как-то… пропало что-то, я не знаю, что будет дальше. Шнур-то, слава Богу, сам знает, что делает.— перевод Из интервью Леонида Федорова